# 羊神星
羊神星（113 Amalthea）是一顆位於小行星主帶區域內側，相當典型的岩石主帶小行星。 它於1871年3月12日被羅伯特·路德發現，並以希臘神話中在山羊洞撫育嬰兒的海中仙女Amalthea命名，中文則翻譯為羊神星。木星的一顆衛星，木衛五也有相同的名稱，但與這顆小行星無關。在尼爾·斯蒂芬森於2015年的小說Seveneves中也有微小的阿周那型小行星（顯然是虛構的）。
羊神星被認為是大約在10億年前來自直徑的尺度大約300–600公里的灶神星地函分出來，而另一顆主要的殘餘是穎神星（9 Metis）。羊神星的光譜揭示其成分有橄欖石，這在小行星帶是相對罕見的。
基於2017年3月14日的一次掩星觀測，在2017年7月14日宣布這顆小行星可能有一顆小衛星。觀測結果也顯示羊神星清楚呈現拉長的形狀。

## 外部連結
- JPL Small-Body Database Browser

]